# Somatogyrus hendersoni
Somatogyrus hendersoni är en snäckart som beskrevs av Walker 1909. Somatogyrus hendersoni ingår i släktet Somatogyrus och familjen tusensnäckor. IUCN kategoriserar arten globalt som akut hotad. Inga underarter finns listade i Catalogue of Life.